# Kozare
Kozare è una frazione del comune di Kuçovë in Albania (prefettura di Berat).
Fino alla riforma amministrativa del 2015 era comune autonomo, dopo la riforma è stato accorpato, insieme agli ex-comuni di Kuçovë, Lumas e Perondi a costituire la municipalità di Kuçovë.

## Località
Il comune è formato dall'insieme delle seguenti località:
- Havalehas
- Kozare
- Ferras Kozare
- Salce Kozare
- Vlashuk
- Demollare
- Fier Mimare
- Zdrave
- Gege
- Drize
- Frasher